# Chaos Break
Chaos Break - Episode from "Chaos Heat" - est un jeu de tir de type survival horror à la troisième personne sorti sur la PlayStation de Sony en 2000.
Chaos Break est la suite du jeu d'arcade Chaos Heat sorti en 1998.

## Description
Chaos Break est essentiellement un jeu de tir à la troisième personne de type beat 'em up, tout comme son prédécesseur sur arcade, avec des échos d'action de type survival horror et des zones présentant des similitudes avec des jeux tels que Dino Crisis et Half-Life. Le jeu se déroule dans un laboratoire biochimique abandonné et contaminé, le laboratoire 7 de Fluxus Biomateril Industries, un centre de recherche civil situé sur une île isolée. Les deux personnages jouables, Mitsuki et Rick, sont des agents de la D.E.F., une force d'enquête et de nettoyage envoyée pour vérifier l'installation et récupérer les données de recherche. Trouvez la cause d'une "réaction thermique anormale" et découvrez ce qu'il est advenu de l'agent du D.E.F. dont le QG a perdu le contact il y a deux jours.
Pour progresser dans le jeu, il faut vaincre les ennemis, qui sont ici des formes de vie parasites, des membres du personnel mutants et les drones de sécurité robotisés du laboratoire, récupérer des cartes de passage et des données qui sont des CD. Il faut piller les cadavres et les casiers pour trouver de la santé, des munitions et des objets clés afin de progresser dans l'installation, avec une horloge de 24 heures dans le jeu qui affecte la fenêtre d'accès de certaines portes. Un élément de survie et d'horreur est introduit dans les terminaux informatiques, où le joueur peut sauvegarder sa partie et lire les courriels qui expliquent l'histoire de ceux qui travaillaient dans le centre de recherche civil avant l'épidémie.

## Jouabilité
Chaos Break est un jeu de survival horror à la troisième personne.